# Matador (película de 1986)
Matador es una película española realizada en 1986, producida por Andrés Vicente Gómez bajo la dirección de Pedro Almodóvar y con las actuaciones de Assumpta Serna, Antonio Banderas y Nacho Martínez.

## Argumento
Diego Montes (Nacho Martínez) es un ex torero que se vio obligado a retirarse anticipadamente después de ser corneado dramáticamente. Encuentra gratificación sexual al ver películas slasher. Entre los estudiantes de su clase taurina se encuentra Ángel (Antonio Banderas), un joven confuso que sufre de vértigo. Durante un episodio de vértigo en el ring de práctica, Ángel tiene una visión de una mujer que mata a un hombre con una horquilla durante el sexo, de manera similar a como un matador mata a un toro. Después de la clase, Diego le pregunta a Ángel si es homosexual y señala que no tiene experiencia con mujeres. Ángel dice que no lo es y promete probarse a sí mismo. Más tarde ese día, Ángel intenta violar a su vecina Eva (Eva Cobo), quien también es la novia de Diego. Cuando lo deja, se tropieza en el barro y le corta la mejilla. Al ver su sangre, Ángel se desmaya.
Al día siguiente, la madre de Ángel insiste en que vaya a la iglesia como condición para vivir en su casa. Después de la misa, ella insiste en que él vaya a confesarse. En cambio, va a la estación de policía para confesar la violación. Cuando Eva es llevada a la estación, ella dice que él eyaculó antes de penetrarla y se niega a presentar cargos. A solas con el detective de la policía (Eusebio Poncela), Ángel nota fotos de hombres muertos con la misma herida administrada por la mujer vista durante su anterior período de vértigo. Él confiesa haberlos matado. Luego, el detective pregunta por dos mujeres desaparecidas, que también eran estudiantes de Diego, y Ángel confiesa haberlas matado también.
Aunque Ángel puede llevar a la policía a los cuerpos de las dos mujeres enterrados fuera de la casa de Diego, el detective no está convencido. Pregunta cómo Ángel podría haberlos enterrado allí sin que Diego lo supiera, descubre que Ángel tiene una coartada para el asesinato de uno de los hombres y descubre que se desmaya al ver sangre. Mientras tanto, la abogada de Ángel, María Cardenal (Assumpta Serna), la mujer del sueño de Ángel, sospecha que Diego mató a las dos mujeres. Ella lo lleva a una casa remota donde ha recogido recuerdos relacionados con Diego desde la primera vez que lo vio matar a un toro. En la casa de Diego, Eva escucha a los dos y se da cuenta de que son los asesinos. Cuando María se va, Eva le dice a Diego que tiene que llevarla de vuelta ya que ella lo sabe todo. Eva luego va a María para decirle que se mantenga alejado de Diego, ya que Eva conoce sus secretos. La reacción de María no tranquiliza a Eva, y ella va a la policía.
Mientras Eva le dice al detective lo que ha escuchado, la psiquiatra de Ángel (Carmen Maura) llama al detective para decirle que Ángel ha visto a Diego y María en un trance de vértigo, y que están en peligro. Ángel puede guiarlos a la casa de María. Justo cuando llegan la policía, Ángel, Eva y el psiquiatra, comienza un eclipse y escuchan un disparo. María apuñaló a Diego entre los omóplatos y se pegó un tiro en la boca mientras hacían el amor. Al ver la escena, el detective dice que es mejor así y que nunca ha visto a nadie más feliz.

## Reparto
| Actor             | Personaje                  |
| ----------------- | -------------------------- |
| Assumpta Serna    | María Cardenal             |
| Antonio Banderas  | Ángel                      |
| Nacho Martínez    | Diego                      |
| Eva Cobo          | Eva                        |
| Julieta Serrano   | Berta                      |
| Chus Lampreave    | Pilar                      |
| Carmen Maura      | Julia                      |
| Eusebio Poncela   | Comisario                  |
| Bibiana Fernández | Vendedora de Flores        |
| Luis Ciges        | Guardia                    |
| Eva Siva          | Asistenta de María y Diego |
| Verónica Forqué   | Periodista                 |
| Jaime Chávarri    | Sacerdote                  |
| Concha Hidalgo    | Tata Ángel                 |
| Antonio Passy     | Otorrino                   |

## Localizaciones de rodaje
La película filma algunos lugares reconocibles de Madrid como el Viaducto de Segovia.

## Premios y nominaciones
Festival de Cine de Oporto - 1987
| Categoría             | Nominada        | Resultado |
| --------------------- | --------------- | --------- |
| Premio Mejor Director | Pedro Almodóvar | Ganador   |
| Premio Mejor Actriz   | Julieta Serrano | Ganadora  |
| Mejor Película        | Mejor Película  | Nominada  |

Asociación de Críticos de Los Ángeles (LAFCA) - 1987
| Categoría               | Nominada                | Resultado |
| ----------------------- | ----------------------- | --------- |
| Premio Nueva Generación | Premio Nueva Generación | Ganadora  |

XV Semana Internacional de Cine de Autor de Málaga - 1987
| Categoría          | Nominada           | Resultado |
| ------------------ | ------------------ | --------- |
| Mejor Film Español | Mejor Film Español | Ganadora  |

Festival de Arcos de Valderez (Portugal), 1987
| Categoría          | Nominada           | Resultado |
| ------------------ | ------------------ | --------- |
| Premio del Público | Premio del Público | Ganadora  |

## Festivales
•	Ciclo de Cine Español en la Cinemateca de Viena (Austria), 2004 – Cinematografías del Mediterráneo
•	Ciclo de Cine Español en el Festival de Cine de Taipei (Taiwán), 2004
•	Festival de Arcos de Valderez (Portugal), 1987 
•	Festival de Cine de Oporto (Portugal), 1987
•	Midnight Sun Film Festival (Finlandia), 1987
•	XV Semana Internacional de Cine de Autor de Málaga (España), 1987 